# Рихтер, Арон Абрамович
Аро́н Абра́мович Ри́хтер (1918—1988) — советский конструктор-оружейник, доктор технических наук. Лауреат двух Сталинских премий и Государственной премии СССР.

## Биография
Родился 10 февраля 1918 года в Одессе в семье хмельницкого мещанина Абрама-Шаи Мошковича Рыхтера (1880—?), наладчика гильзовых машин на табачных фабриках, и Ханы-Ривы Элевны Рыхтер (в девичестве Кигель, 1875—?), дочери летичевского мещанина. Родители заключили брак в Одессе 10 мая 1907 года После революции семья Рихтеров покинула Одессу и сменила несколько мест проживания.
В 1932 году Арон заканчивает семилетнюю школу в Одессе и переезжает в Москву, где поступает в (ФЗУ) Мосэнерго. В 1934 году продолжает обучение в МВТУ имени Н. Э. Баумана и в 1939 году его оканчивает с отличием по специальности инженер-механик, поступает на аспирантуру МВТУ (кафедра гидравлических машин).
Осенью 1941 года МВТУ эвакуируется в Ижевск, вместе с ним эвакуируется и Рихтер, совмещая учёбу в аспирантуре и работу на Ижевском Машиностроительном заводе. После возвращения в Москву из эвакуации МВТУ (1943) Рихтер остаётся в Ижевске и работает на Ижмаше в должности старшего конструктора. Здесь он участвует в постановке на производство гидравлического тормоза для авиационной пушки НС-37 (Нудельман—Суранов, калибр 37 мм).

### ВОКБ-16
В 1943 году Рихтер приказом НКО СССР переводится в Москву в ОКБ-16 (ныне КБ Точмаш имени А. Э. Нудельмана), которое тогда возглавлял А. Э. Нудельман, на должность ведущего конструктора. Вскоре А. Рихтер назначается заместителем главного конструктора. Первой его работой в ОКБ-16 было участие в разработке и постановке на производство синхронизирующих механизмов для авиационной пушки НС-23, а также её модернизация. В 1946 году НС—23С (синхронизированная пушка НС-23) была принята на вооружение.
Совместно с Нудельманом создаётся авиационная автоматическая пушка НР-30 (Нудельман-Рихтер калибра 30 мм), которая была принята на вооружение и устанавливалась на самолётах МиГ-19С, МиГ-21Ф, МиГ-21Ф-13, Су-7БМ, Су-17М4.
В ОКБ-16 создаётся авиационная револьверная пушка Р-23, предназначалась для новых скоростных бомбардировщиков (в 1963 году принимается на вооружение), автором идеи которой был Рихтер. Конструкция Р-23 являлась революционной по конструкции на то время. Совместно с Р-23 в ОКБ-16 разработан патрон и звено для неё.
Последними работами Рихтера в ОКБ-16 было создание новых типов боеприпасов и повышение живучести ствола скорострельных пушек.
В 1986 году Рихтер опубликовал монографию «Логика конструкторского мастерства», где обобщил свой конструкторский опыт.

## Награды и премии
- Сталинская премия второй степени (1946) — за разработку новых авиационных пушек (НС-23).
- Сталинская премия третьей степени (1951) — за разработку в области вооружения (НР-30).
- Государственная премия СССР (1967) — за создание Р-23.

## Публикации
- Рихтер А. А. Логика конструкторского мастерства. — 2-е изд., переработанное и доп. — М.: ЦНИИ информации, 1986.
- Рихтер А. А. Машина — дитя человеческое. // «Техника Молодёжи». — № 2. — 1974.